# 昭懿貴妃 (宋仁宗)
昭懿貴妃（しょういきひ、? - 1104年）は、北宋の仁宗の貴妃（側室）。姓は張氏。温成皇后張氏（生前は貴妃）とは別人。

## 生涯
後宮に入って延安郡君となった。後、賢懿恭穆帝姫（充媛董氏の次女）の養育を任された。熙寧9年（1076年）11月、養女の結婚の頃、正四品美人にいたった。哲宗が即位すると、婕妤に上った。徽宗の時、充儀に進み、賢妃にいたった。
崇寧3年（1104年）、薨去した。昭懿と諡された。

## 伝記資料
- 『宋会要輯稿』